# Професионална сертификација
Професионална сертификација је јавно признање од стране стручне асоцијације да је одређени кандидат постигао специфичан ниво знања, искуства и вештина за бављење професијом према одговарајућим стандардима и етиком професије. У земљама у којима стручне асоцијације верификују дозволе за бављење струком, сертификација је процес издавања дозволе за рад са одређеним правима и обавезама.